# Liste der Landräte des Kreises Ostholstein
Die Liste der Landräte des Kreises Ostholstein gibt einen Überblick über die Landräte des Schleswig-Holsteinischen Kreises Ostholstein seit dessen Bildung im Jahr 1970.

## Landräte
| Landräte | Landräte             | Partei | Partei | Amtszeit                          |
| -------- | -------------------- | ------ | ------ | --------------------------------- |
|          | Bernd Ohmstede       |        |        | 9. Juni 1970 – 30. September 1973 |
|          | Dr. Wolfgang Clausen |        |        | 1. Oktober 1973 – 30. April 1985  |
|          | Volker Steffens      |        | CDU    | 11. Juli 1985 – 10. Juli 1991     |
|          | Horst-Dieter Fischer |        | SPD    | 11. Juli 1991 – 31. Dezember 2000 |
|          | Volker Lohr          |        | SPD    | 1. Januar 2001 – 2. Juli 2001     |
|          | Reinhard Sager       |        | CDU    | seit 3. Juli 2001                 |